# Rävsjön (Eds socken, Ångermanland)
Rävsjön är en sjö i Sollefteå kommun och Örnsköldsviks kommun i Ångermanland och ingår i Ångermanälvens huvudavrinningsområde. Sjön är 21,3 meter djup, har en yta på 0,609 kvadratkilometer och befinner sig 208,2 meter över havet. Sjön avvattnas av vattendraget Rävsjöån. Vid provfiske har bland annat abborre, gers, gädda och lake fångats i sjön.

## Delavrinningsområde
Rävsjön ingår i det delavrinningsområde (702715-158366) som SMHI kallar för Utloppet av Rävsjön. Medelhöjden är 242 meter över havet och ytan är 2,75 kvadratkilometer. Räknas de 7 avrinningsområdena uppströms in blir den ackumulerade arean 27,42 kvadratkilometer. Rävsjöån som avvattnar avrinningsområdet har biflödesordning 3, vilket innebär att vattnet flödar genom totalt 3 vattendrag innan det når havet efter 45 kilometer. Avrinningsområdet består mestadels av skog (62 procent). Avrinningsområdet har 0,61 kvadratkilometer vattenytor vilket ger det en sjöprocent på 22,2 procent.

## Fisk
Vid provfiske har följande fisk fångats i sjön:
- Abborre
- Gärs
- Gädda
- Lake
- Nors